# Приводная радиостанция

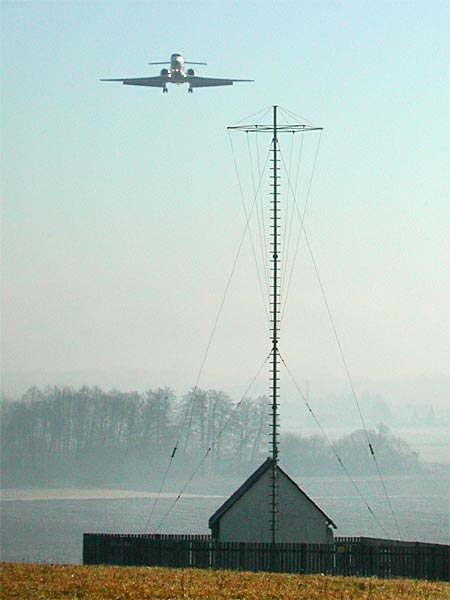
Приводной радиомаяк аэропорта Альпе-Адрия

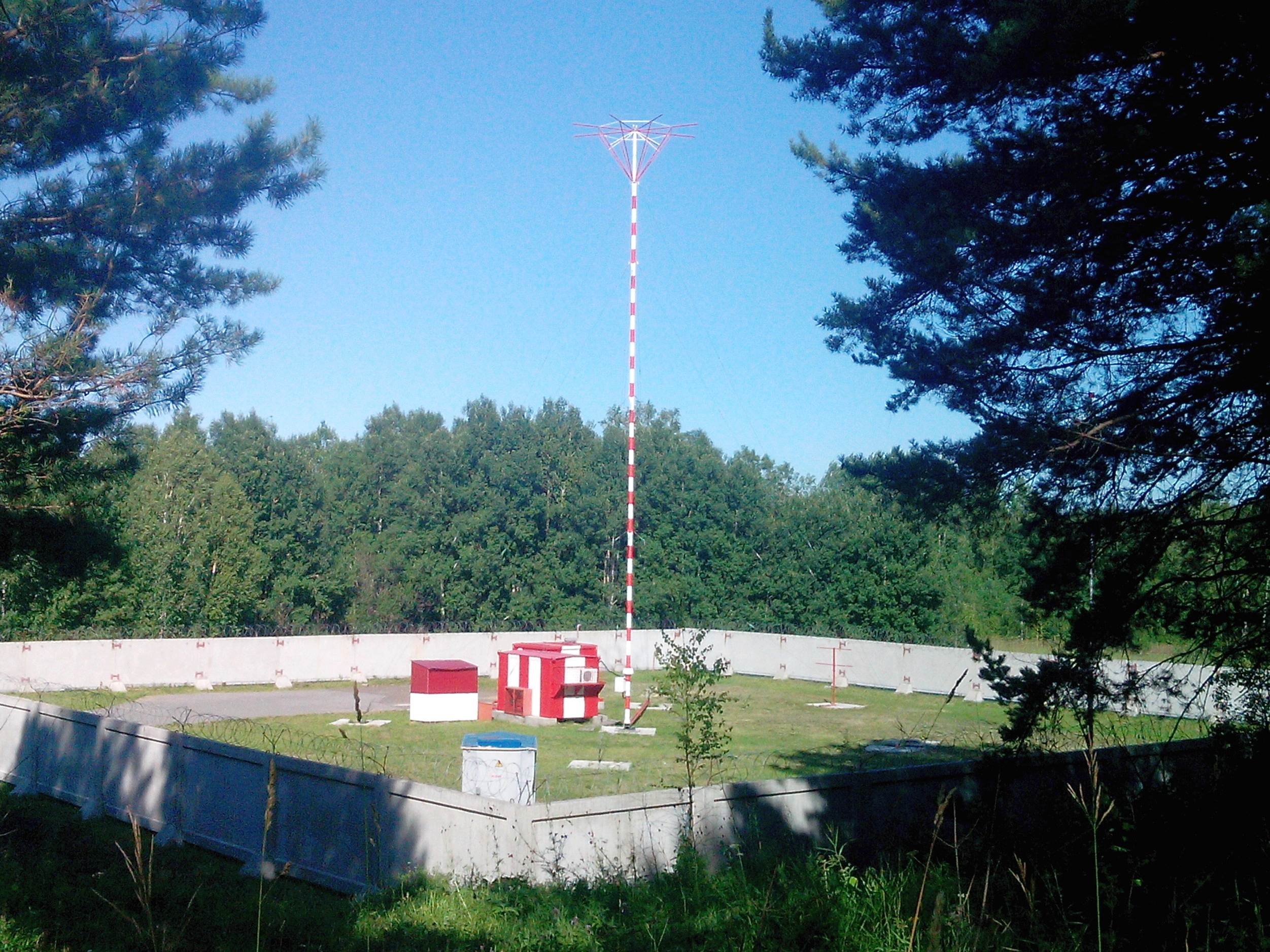
Ближний приводной радиомаяк аэропорта Богашёво

Приводная радиостанция (ПРС), приводной радиомаяк (ПРМ) (NDB, англ. non-directional beacon) — наземный радиопередатчик ненаправленного излучения, размещённый в точке с известными координатами и предназначенный для определения курсового угла воздушного судна, а также трансляции речевых сообщений по каналу «земля — борт».
Приводная радиостанция излучает незатухающие высокочастотные колебания, модулированные сигналом опознавания (идентификации радиомаяка) или речевым сообщением. Сигналы опознавания передаются кодом Морзе частотно-модулированными колебаниями. Диапазон рабочих частот ПРС охватывает участок от 120 кГц до 1950 кГц. 

## ОСП
Приводные радиостанции входят в обязательный комплект наземного радионавигационного оборудования многих аэродромов (кроме предназначенных только для визуального захода на посадку) в составе оборудования системы посадки (ОСП). Включает в себя по две станции для каждого курса посадки — дальний приводной радиомаяк (ДПРМ) и ближний приводной радиомаяк (БПРМ). Каждое направление посадки имеет особенные позывные ДПРМ и БПРМ. Как правило, однобуквенный позывной БПРМ — первая буква позывного парной ДПРМ.
ДПРМ размещается приблизительно в 4000 м от торца ВПП, БПРМ — приблизительно в 1000 м от торца ВПП.
Дальность действия ДПРМ при работе на привод по радиокомпасу составляет не менее 150 км, БПРМ — не менее 50 км. Мощность излучения устанавливается такой, чтобы погрешность определения курсовых углов с помощью радиокомпаса на борту воздушного судна не превышала ±5º.
Первая система ОСП внедрялась в СССР с 1948 года и включала самолетное оборудование типа АРК-5 (автоматический радиокомпас), ДГМК-1 и МРП-48 (маркерный радиоприемник) и наземное оборудование — ПАР (приводная аэродромная радиостанция), АРП (автоматический радиопеленгатор) и МРМ-48 (маркерный радиомаяк). Эта система позволяла точно выйти в створ полосы и определить пролёт ДПРМ и БПРМ по развороту стрелки АРК на 180°, или более точно — по сигналам МРМ.
Вторая версия системы ОСП была создана в 1956 году. На самолетах установили новое поколение АРК, ГИК и МРП-56. На земле — ПАР-8 (затем более поздние модели — ПАР-9, ПАР-10 и т. д.), МРМ-56. В ОСП был введен ещё один наземный компонент — КНС (кодовый неоновый светомаяк), установленный на БПРМ и выдающий световые импульсы в соответствии с радиотелеграфным позывным БПРМ.

## ОПРС

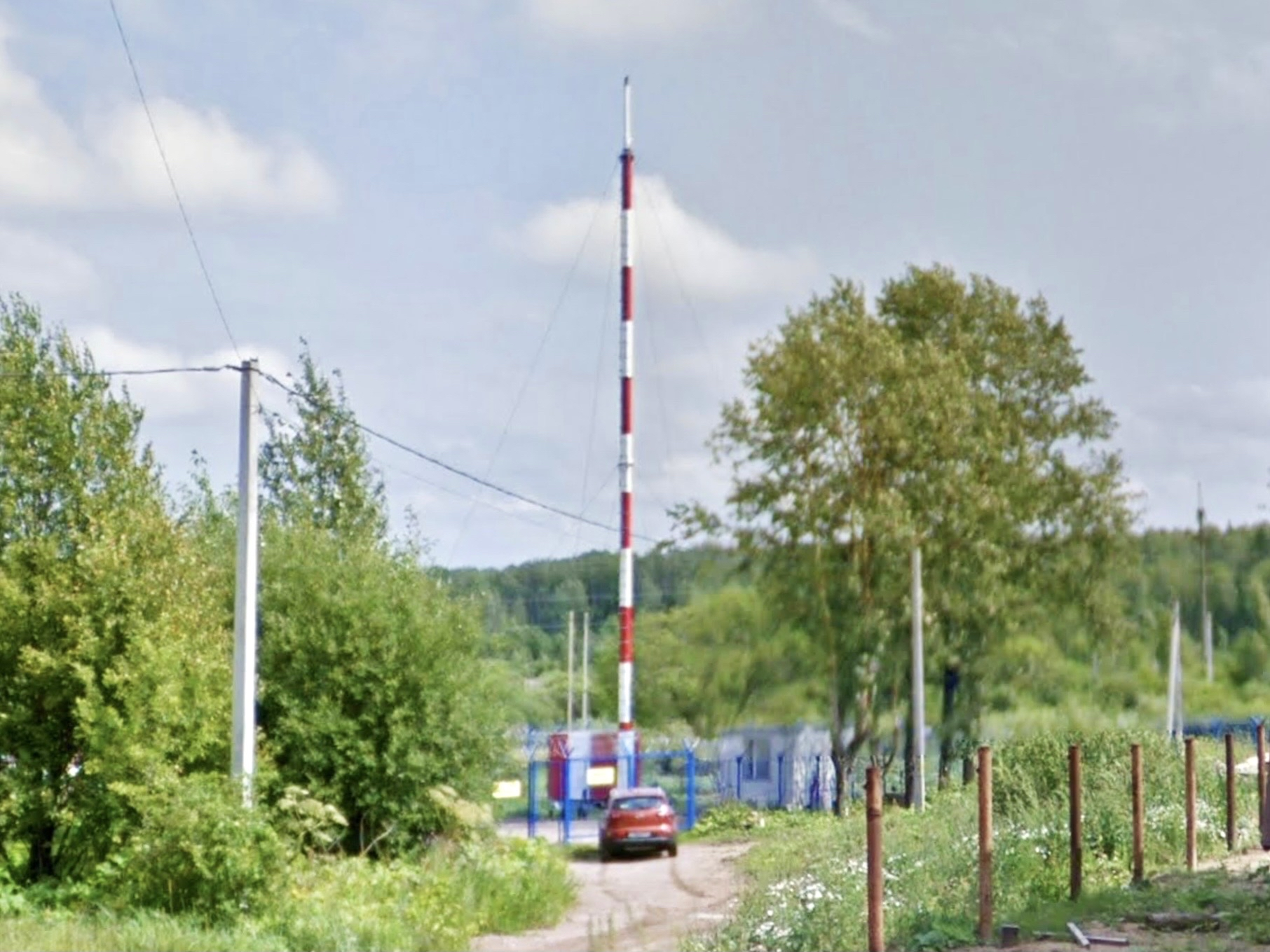
Трассовая ОПРС GAGARIN, FK NDB, расположенная в восточной части города Гагарин, Россия

Приводные радиостанции могут быть установлены отдельно в качестве ОПРС (отдельная приводная радиостанция) — как правило на воздушных трассах. Дальность действия ОПРС — не менее 250 км. ОПРС имеют опознавательный позывной, состоящий из двух символов кода Морзе.
В XX веке ОПРС были основным радионавигационным средством, обеспечивающим движение самолётов и вертолётов по воздушным трассам, однако к концу XX века их значение резко снизилось в связи с широким распространением новых средств радионавигации (VOR, DME), а с наступлением XXI века также GPS-навигации. Например, в 2011 году в филиале «Аэронавигация Центральной Волги» ФГУП «Госкорпорация по ОрВД» выведены из эксплуатации 15 из 20 трассовых ОПРС; в эксплуатации остались только две ОПРС в Ульяновском и три в Саратовском центре ОВД.

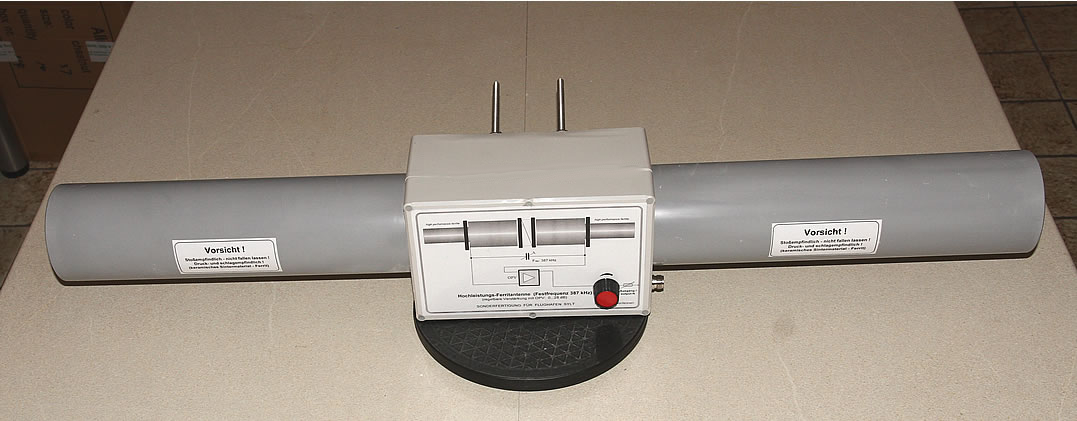
Ферритовая антенна приводной радиостанции для диапазона частот 255—526,5 кГц